# Paul Gränz
Paul Gränz (* 10. Oktober 1920 in Rochlitz, Sachsen; † 28. Februar 1982 in Karl-Marx-Stadt) war ein deutscher Autolackierermeister, Autosattlermeister, Automobilrestaurator und Autor.

## Leben
Er wuchs in der sächsischen Kleinstadt Rochlitz auf und besuchte dort die Muldenschule sowie anschließend die Handelsschule. Bei seinem Vater erlernte er den Beruf des Autolackierers und Autosattlers.
Seinen Wunsch eines Studium der Automobiltechnik an der Zwickauer Ingenieurschule für Kraftfahrzeugtechnik hat sein Vater mit der Begründung unterbunden, er müsse die Autolackiererei und Autosattlerei fortsetzen. In den 1950er Jahren erwarb er den Meisterbrief für beide Berufe und übernahm die Firma des Vaters.
Nebenbei beschäftigte er sich mit Automobilgeschichte, und Ende der 1950er Jahre konnte er sich einen schon lang ersehnten Wunsch nach einem Oldtimer erfüllen. Ein Oldsmobile Baujahr 1904 der Vorfahren des ortsansässigen Mühlenbesitzers war sein erstes Fahrzeug. Es wurde aufwändig restauriert und fuhr 1961 zur ersten Veteranenrallye in Dresden mit. Es folgten ein Wanderer „Puppchen“ von 1912 und ein Wanderer W25K, dem nachgesagt wurde, einmal im Besitz von Bernd Rosemeyer gewesen zu sein.
1961 fanden sich neben Paul Gränz, Peter Kirchberg, Automobilhistoriker und Hochschullehrer, Rudolf Seidel, Reichsbahnoberrat und Technischer Leiter des Verkehrsmuseums Dresden, Rudolf Hiller, Gründer des Motorradmuseums auf der Augustusburg und Erich Rulf aus Nordhausen zur Arbeitsgemeinschaft Automobilgeschichte zusammen. Deren selbst gestellter Aufgabenbereich war die Erforschung der Automobilgeschichte auf dem Territorium Ostdeutschlands von den Anfängen bis 1945. Bis zu Gränzens Tode erfolgte gemeinsam mit Peter Kirchberg die Veröffentlichung von drei Büchern (siehe Bibliografie).

## Privates
Paul Gränz war seit dem 28. September 1946 mit Inge Gränz geb. Richter (* 1926) verheiratet und hatte zwei Söhne.

## Bibliografie
- Paul Gränz, Peter Kirchberg, Hans-Joachim Lehne: Kraftfahrzeug und Kraftverkehr. Vom Pferdewagen zum Schwerlastzug. PGH Hawege, Schönbrunn/Thüringen 1968
- Paul Gränz, Peter Kirchberg: Ahnen unserer Autos. Eine technikhistorische Dokumentation. Verlag für Verkehrswesen, Berlin 1975; 2. Auflage, 1977; 3. Auflage, 1980; 4. Auflage, 1981
- Paul Gränz, Peter Kirchberg (Autoren); Horst Schleef (Illustrator): Klassiker auf 4 Rädern. Urania-Verlag, Leipzig, Jena, Berlin 1979; 2. Auflage, 1980; 3. Auflage, 1987

| Personendaten    | Personendaten                                                                      |
| ---------------- | ---------------------------------------------------------------------------------- |
| NAME             | Gränz, Paul                                                                        |
| KURZBESCHREIBUNG | deutscher Autolackierermeister, Autosattlermeister, Automobilrestaurator und Autor |
| GEBURTSDATUM     | 10. Oktober 1920                                                                   |
| GEBURTSORT       | Rochlitz, Sachsen                                                                  |
| STERBEDATUM      | 28. Februar 1982                                                                   |
| STERBEORT        | Karl-Marx-Stadt                                                                    |